# Juan Manuel Asensi
Juan Manuel Asensi Ripoll (* 23. září 1949, Alicante) je bývalý španělský fotbalista.
Hrál na postu ofenzivního záložníka, hlavně za Barcelonu. Byl na MS 1978 a ME 1980.

## Hráčská kariéra
Juan Manuel Asensi hrál na postu ofenzivního záložníka za Elche, Barcelonu, Club Puebla a CF Oaxtepec. S Barcelonou vyhrál ligu v roce 1974 a PVP v roce 1979.
V reprezentaci hrál 41 zápasů a dal 7 gólů. Byl na MS 1978 a ME 1980.

## Úspěchy
Barcelona
- La Liga: 1973–74
- Copa del Rey: 1970–71, 1977–78, 1980–81
- Pohár vítězů pohárů: 1978–79
- Veletržní pohár: souboj s Leedsem o věčné držení poháru v roce 1971